# エバ・ペロン
マリア・エバ・ドゥアルテ・デ・ペロン（María Eva Duarte de Perón、1919年5月7日 - 1952年7月26日）は、アルゼンチンの女優、政治家。私生児として生まれながらフアン・ペロン大統領と結婚し、ファーストレディとなった後は政治にも介入するようになった。現在でもアルゼンチン国内では人気が高く、親しみをこめてエビータ（Evita） と呼ばれる。

## 生涯

### 生い立ち
マリア・エバ・ドゥアルテはアルゼンチン、パンパス草原の貧しい村ロス・トルドスでバスク系アルゼンチン人の未婚のコック、フアナ・イバルグレン（1894年 - 1971年）と妻帯者である農場所有者フアン・ドゥアルテ（1872年 - 1926年）との間に生まれた5人の私生児のうちの1人として誕生。首都のブエノスアイレスから離れた田舎町フニンで育つ。15歳で家出をしてブエノスアイレスに上京する。なお、高等教育は受けていない。

### 女優と愛人

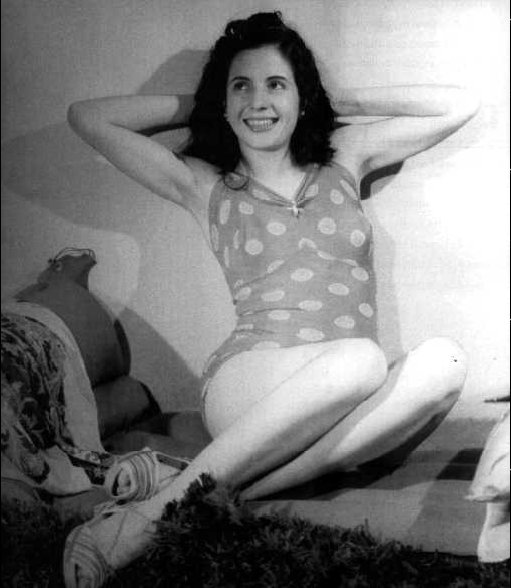
水着グラビアを飾るエバ（1939年）

ブエノスアイレスでは、日系人カフェで女給をしながら、当初は水着グラビアや広告モデルなどのモデルの仕事をしつつ、高級売春婦としても生計を立てていたが、1930年代後半頃より次第にラジオドラマの声優や映画女優として活躍しはじめ、B級メロドラマ映画やラジオドラマ「エル・ムンド」に出演していた1943年に、パーティーで軍事政権の副大統領兼国防大臣兼労働局長の肩書きを持つフアン・ドミンゴ・ペロン大佐に出会う。
以後、政界に強い影響力を持つペロンの愛人として過ごし、その庇護の下で、自身のラジオ放送番組によってペロンの民衆向け政治宣伝を担い、第二次世界大戦下で中立国として連合国と枢軸国の双方へ牛肉の輸出を行うことで膨大な外貨を稼いでいたものの、度重なる政変と汚職により貧富の差が大きかったアルゼンチンで、貧しく無学な労働者階級（無学な文盲者の多くがラジオをその情報源・娯楽としていた）から大きな支持を得た。なお、その後使われるようになった「エビータ」の愛称は、ラジオドラマの頃から使われ始めたものである。

### ファーストレディ
第二次世界大戦終結直後の1945年10月に、中南米に強い影響力を持つアメリカの支援を受けたエドゥアルド・アバロス将軍によるクーデターが起き、ペロンは軍事裁判で有罪判決を受け（10月11日）刑務所に服役したが、エバはペロン支持者の指示の下、ラジオで国民に向かってペロンの釈放を呼びかける。
このような動きを受けて、支持母体の弱かったアバロスが10月21日に政権を放棄したためにペロンは釈放され、10月26日にペロンと結婚した。選挙母体であるアルゼンチン労働党の支援で選挙戦を戦ったフアン・ドミンゴ・ペロンは、翌1946年3月28日にアルゼンチン大統領に就任した。

### 国政への介入

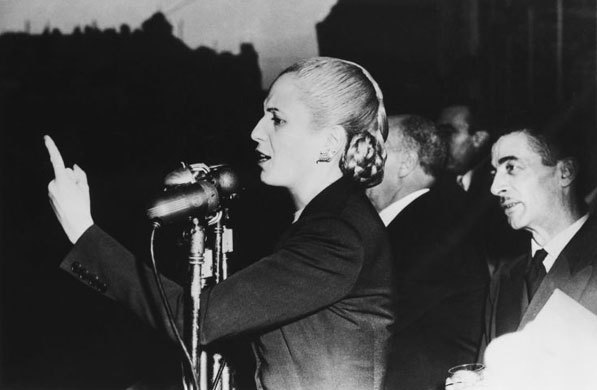
大統領宮殿「カサ・ロサダ」から演説を行うエバ・ペロン（1951年）

夫のフアン・ドミンゴが大統領に選出された後、ファーストレディ（大統領夫人）となったエバは、夫の地位を背景に積極的に国政に介入するようになった。
正義党への支援票を増やすべく、夫の指示を受けて婦人部門を組織させた上に女性参政権を導入させ、労働者用の住宅、孤児院、養老院などの施設整備を名目に慈善団体「エバ・ペロン財団」を設立した。また、ミシン、毛布、食料などを配布（その一部は敗戦による困窮状況にあった日本にも送られた）するなど、「再分配」によってブルーカラーの労働者階級を主な支持層としたペロン政権の安定に大きな貢献をした。
これらのことから、特にアルゼンチン国民の多くを占めるブルーカラーの労働者階級から支持を受け、「エビータ」と愛称で呼ばれるようになり、当時のアルゼンチンで最も影響力のある人物となった。しかしエバによる再分配の資金は、税金のみならず、労働者や企業から半ば強制的に取り立てた「献金」によってまかなわれていたため、アルゼンチンの経済に大きな悪影響を与えた。また、財団を利用した蓄財や汚職の疑いも受けている。
さらに、下層階級出身でまともな教育も受けておらず、しかも選挙で選ばれたわけでもないのに国政に参加していたこと、経済状況も顧みずに公私混同の再分配を行っていたことなどから、中流層以上の知識階級や富裕層、軍上層部から大きな批判を浴びた。また水着モデルで元高級売春婦、愛人というその経歴から、「淫売」、「成り上がり」と非難を受けた。カトリック信者がそのほとんどを占める保守的なラテンアメリカの土壌においては、女性として政治において活動的過ぎる人物と見なす者も多かった。

### 後期

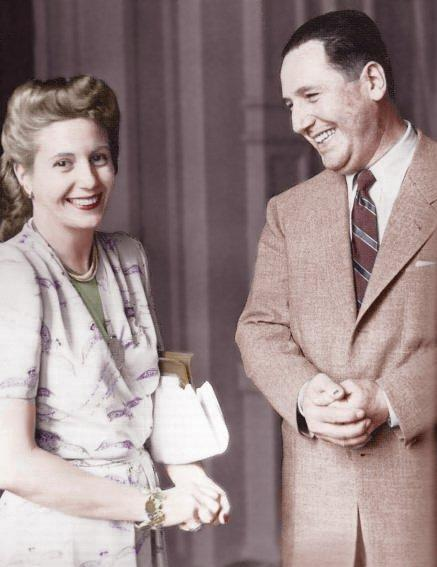
笑顔のペロン夫妻（1950年）

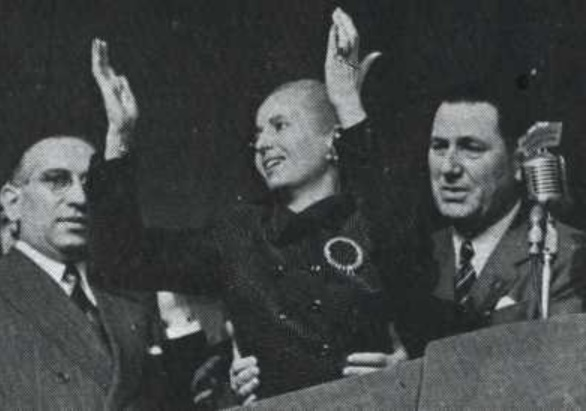
フアン・ペロンとともに演説を行うエバ・ペロン（1952年）

1947年6月6日より、「レインボー・ツアー」と呼ばれたヨーロッパ外遊を行う。スペインやイタリア、バチカンやイギリスなどを訪問し、スペインのフランシスコ・フランコ総統やイタリア大統領など多数の国家元首と会見した。
これは、第二次世界大戦において中立国でありながら、アドルフ・ヒトラーやベニート・ムッソリーニと親しみ枢軸国寄りの姿勢を保ったことから大戦後にファシストの一員として見なされたペロン政権を、ヨーロッパにおいてイメージチェンジする、大規模な広報活動であった。なおこの際に、大戦中に蓄えた外貨をこれらの諸国にばら撒くと共に、エバへの勲章の授与のほか、元首や国王との公式晩餐会の開催を依頼した。イギリスは選挙で選ばれたわけでもない上に毀誉褒貶が激しかったエバとの公式晩餐会を開催することを拒否したほか、バチカンも法王との会見は行ったものの勲章を与えなかった。
エバの人気に期待をかけたフアンは、1951年頃よりエバに副大統領の地位を与え、さらなる政治的権力を得ようとした。この動きに対して、政府内におけるエバの影響力の増大を嫌う軍部は危機感を募らせたが、直後にエバが子宮頚癌と診断を受けたこともあって、フアンはそのポストを与えることを断念した。
1952年のペロンの再任の就任演説の時には、病状が重いため、直立できるようなコルセットを装着、分厚い軍服を着て、壇上に立っていた。体重は33kgにまで痩せていたという。

### 死去

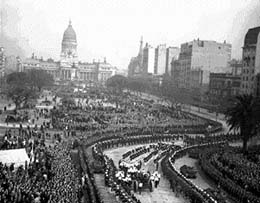
ブエノスアイレスで行われたエバ・ペロンの葬儀の列

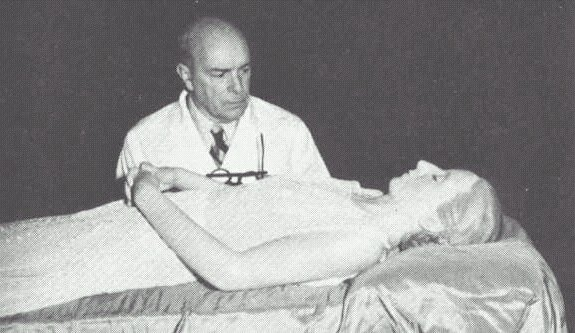
エバ・ペロンの遺体（1954年頃）

1952年、エバ・ペロンは子宮頚癌によって33歳の若さで死去した。ブエノスアイレスで行われた葬儀には数十万の市民が参列した。また、エバの墓の建立のために寄付金が集められたが、台座のみが作られて終わった。その後、遺体はエンバーミング処理を施されて展示された。

### 死後
フアン・ペロンはその3年後の1955年9月に軍事クーデターにより大統領の職を追われ、フランシスコ・フランコ将軍による独裁下のスペインに、独裁者仲間のアルフレド・ストロエスネル大統領が国を治めるパラグアイ経由で亡命した。のちエバの遺体はイタリアのミラノへ空輸され埋葬され、16年後の1971年に遺体は発掘されスペインに空輸された。
亡命したフアン・ペロンはその後、スペインで元ナイトクラブ歌手のイサベルと再婚する。「ペロニスタ」（ペロン派・ペロン主義者）と呼ばれる支持者はその後もアルゼンチン国内で影響力を持ち続け、亡命から18年近くも経った1973年7月に、前大統領が辞任したことを受け、「ペロニスタ」政治家たちがペロンに対し、アルゼンチンに帰国して大統領選挙に出馬するよう請願する。その後行われた大統領選挙にペロンが勝利して同年10月に再び大統領に復帰し、副大統領には自らの妻であるイサベルを就任させるが、帰国後わずか1年後の1974年7月に病死する。
その後1976年に発生した軍事クーデターによって、イサベルが失脚すると、エバの遺体はアルゼンチンに返還されブエノスアイレスのラ・レコレッタ墓地、ドゥアルテ家の墓に改葬された。なお、ブエノスアイレスには彼女の遺品などを展示したエビータ博物館 （Museo Evita）が存在する。2012年からは100アルゼンチン・ペソ紙幣の肖像画として登場している。
彼女を特に慕うペロニスタはエビータ運動という彼女の名を冠した政党を作り、現在連立与党にもなっている。

## 趣味

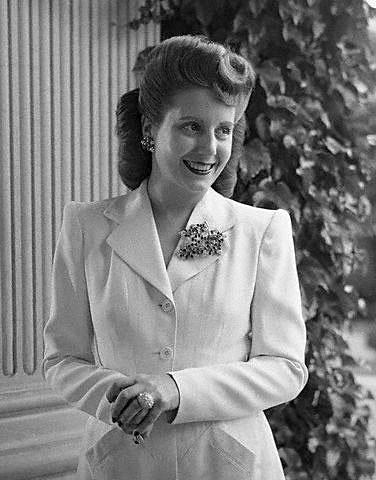
スーツ姿のエバ・ペロン（1950年）

税金から支出させた金、さらに基金から横領した金を基にクリスチャン・ディオールなどのフランスの高級ブランドを愛好した。そのことを隠そうとさえしなかったのが却って清々しいと思われたのか、主に貧困層からなる支持者達はあまり気にしていなかった。
また、裕福なアルゼンチン人の例に漏れず、モータースポーツを愛好し、1951年の11月にアルゼンチンへしばしば商用で訪れていたスイス人のレースドライバー、チーロ・バサドンナから希少なマセラティA6 G-1500を購入した。
なお、エバの死後の1953年にアルゼンチン政府は、著名な公道レースの「カレラ・パナメリカーナ・メヒコ」に、エバの横顔を描いたポルシェ356「En Memoria de Eva Perón（「エバ・ペロンの思い出」号）」を出走させている。

## エビータ・シティ
正式名シウダー・エビータ。夫のフアン・ドミンゴ・ペロンが大統領の時に、労働者のために建設した都市。エバの右顔を模している。

## エバ・ペロンを扱った作品

### ミュージカル
エバ・ペロンの生涯は、ミュージカル『エビータ』で描かれた。ティム・ライスの作詞、アンドリュー・ロイド・ウェバー脚色・作曲による作品で、エレイン・ペイジ主演でロンドンのウェスト・エンドで初演（1978年）、2900回上演のロングランとなった。またパティ・ルポーン主演でブロードウェイ公演（1979年）が行われ、こちらも1567回上演のロングランを記録、ほか10ヶ国で上演された。ジュリー・コヴィントンの歌もヒットした。日本では劇団四季が断続的に上演している。

### 舞台
日本で舞台『ラストダンス-ブエノスアイレスで。聖女と呼ばれた悪女 エビータの物語』（2017年）が作られる。石丸さち子演出・水夏希主演。

### 映画
上記ミュージカルを基に、マドンナ、アントニオ・バンデラス主演、アラン・パーカー監督の映画『エビータ』（1996年）もつくられ、マドンナの歌う主題歌『アルゼンチンよ泣かないで』とともに、世界中で高く評価された。
しかし、アルゼンチンではあちこちに「マドンナ、帰れ」の落書きがあふれ、反感を持つ者も少なくなかった。なぜなら、エバをいまなお崇拝している者が多くいた他にも、南アメリカ諸国に根強い反米的感情に基づくものや、この映画のシナリオが、マドンナ演じるエバが「善行」を行うのを、アントニオ・バンデラス演じる「チェ（チェ・ゲバラを想定した狂言回し）」がその下心を指摘して嗤うという、いわば二面性を持った演出を柱にしていることから、今もなおエバを慕うアルゼンチン人にはそのエバ評価が受け入れられなかったからであると言われる。
アルゼンチンでも、映画『エバ・ペロン〜エビータの真実』（1996年）が作られている。ファン・カルロス・デサンゾ監督、エスター・ゴリス主演による。

### テレビドラマ
米国でフェイ・ダナウェイ主演によるテレビドラマ『エビータ』（1981年）が作られている。またアルゼンチンでテレビドラマ『エビータ 亡骸のゆくえ』（2022年）が作られている。

## 関連文献
- 1982年2月 ジョン・バーンズ『エバ・ペロン美しき野心』牛島信明訳、新潮社
  - 1996年11月 ジョン・バーンズ『エビータ』牛島信明訳、新潮文庫、ISBN 4102499016（映画化で文庫再刊）
  - 原著: John Barnes, Evita first lady
- 1982年5月 W.A.ハービンソン『エビータ! 華麗なる野望』湯河京子訳、ダイナミックセラーズ
- 1994年10月 W.A.ハービンソン『エビータ! その華麗なる生涯 彗星のごとく現われ、去っていった民衆の友“天使エビータ”の秘密』正田宗一郎訳、ダイナミックセラーズ出版、ISBN 4884932544
  - 原著: William Allen Harbinson, Evita!
- 1997年1月 ニコラス・フレイザー、マリサ・ナヴァーロ『エビータ 聖女伝説』阿尾正子訳、原書房、ISBN 4562028874
  - 原著: Nicholas Fraser, Marysa Navarro, Evita: The Real Lives of Eva Perón
- 1997年2月 マティルデ・サンチェス『エビータ 写真が語るその生涯』青木日出夫訳、あすなろ書房、ISBN 4751517996
  - 年譜: p202 - 204、原著: Matilde Sánchez, Evita: Imágenes de una pasión
- 1997年2月 トマス・エロイ・マルティネス『サンタ・エビータ』旦敬介訳、文藝春秋、ISBN 4163167102（小説）
  - 原著: Tomas Eloy Martinez, trs: Helen Lane, Santa Evita, Alfred a Knopf Inc., Sep 1996, ISBN 0679447040 / Vintage Books, Aug 1997, ISBN 0679768149 / Oct 1997, ISBN 067977629X / Alfaguara Ediciones, Nov 2002, ISBN 8420465135
- 2001年6月 アリシア・ドゥジョブヌ・オルティス『エビータの真実』竹澤哲訳、中央公論新社、ISBN 4120031519
  - 年表あり、原著: Alicia Dujovne Ortiz, Eva Perón